# Pterolophia postsubflava
Pterolophia postsubflava là một loài bọ cánh cứng trong họ Cerambycidae.